# Guolehis Hávgajávri
Guolehis Hávgajávri och Hávgajávri eller Haukajävrik är sjöar i Finland. De ligger i kommunen Utsjoki i landskapet Lappland, i den norra delen av landet, 1 100 km norr om huvudstaden Helsingfors. Haukajävrik ligger 189,5 meter över havet. Arean är 26,2 hektar och strandlinjen är 2,63 kilometer lång. Sjön  ingår i Tana älvs huvudavrinningsområde.   Omgivningarna runt Guolehis Hávgajávri är i huvudsak ett öppet busklandskap.